# Corsicana
Corsicana é uma cidade localizada no estado norte-americano do Texas, no Condado de Navarro.

## Demografia
Segundo o censo norte-americano de 2000, a sua população era de 24.485 habitantes.
Em 2006, foi estimada uma população de 26.422, um aumento de 1937 (7.9%).

## Geografia
De acordo com o United States Census Bureau tem uma área de
56,2 km², dos quais 53,7 km² cobertos por terra e 2,5 km² cobertos por água. Corsicana localiza-se a aproximadamente 132 m acima do nível do mar.

## Localidades na vizinhança
O diagrama seguinte representa as localidades num raio de 16 km ao redor de Corsicana.